# Poullan-sur-Mer
Poullan-sur-Mer é uma comuna francesa na região administrativa da Bretanha, no departamento Finisterra. Estende-se por uma área de 30,13 km². Em 2010 a comuna tinha 1 612 habitantes (densidade: 53,5 hab./km²).